# 陳後琨
陳後琨（?—?），字耀先，號梅生，贵州修文人，清朝政治人物、進士出身。
光緒九年（1883年）癸未科進士，二甲五十五名，选翰林院庶吉士。光緒十二年四月，散館，著以知县即用，任湖南清泉縣知縣